# Mistrovství světa v akrobatickém lyžování
Mistrovství světa v akrobatickém lyžování je vrcholná akce v akrobatickém lyžování pořádaná jednou za dva roky pod hlavičkou Mezinárodní lyžařské federace (FIS). První ročník se konal v roce 1986, další roku 1989 a poté každý lichý rok. Soutěž zahrnuje akrobatické skoky, jízdu v boulích, akrobacii (big air, half pipe, slopestyle) a skikros. Od roku 2015 je světový šampionát v akrobatickém lyžování pořádán společně s mistrovstvím světa ve snowboardingu.

## Pořadatelské země
| Pořadí | Rok   | Město                 | Země            | Datum                |
| ------ | ----- | --------------------- | --------------- | -------------------- |
| 1.     | 1986  | Tignes                | Francie         | 2. - 6. února        |
| 2.     | 1989  | Oberjoch              | Západní Německo | 1. - 5. března       |
| 3.     | 1991  | Lake Placid           | USA             | 11. - 17. února      |
| 4.     | 1993  | Altenmarkt            | Rakousko        | 11. - 14. března     |
| 5.     | 1995  | La Clusaz             | Francie         | 6. - 9. února        |
| 6.     | 1997  | Nagano                | Japonsko        | 6. - 9. února        |
| 7.     | 1999  | Meiringen-Hasliberg   | Švýcarsko       | 10. - 14. března     |
| 8.     | 2001  | Whistler Blackcomb    | Kanada          | 10. - 21. února      |
| 9.     | 2003  | Deer Valley           | USA             | 31. ledna - 2. února |
| 10.    | 2005  | Ruka                  | Finsko          | 17. - 21. března     |
| 11.    | 2007  | Madonna di Campiglio  | Itálie          | 5. - 11. března      |
| 12.    | 2009  | Inawashiro            | Japonsko        | 2. - 8. března       |
| 13.    | 2011  | Deer Valley           | USA             | 30. ledna - 7. února |
| 14.    | 2013  | Voss                  | Norsko          | 5. - 10. března      |
| 15.    | 2015* | Kreischberg           | Rakousko        | 15. - 25. ledna      |
| 16.    | 2017* | Sierra Nevada         | Španělsko       | 7. - 19. března      |
| 17.    | 2019* | Park City/Deer Valley | USA             | 1. - 10. února       |
| 18.    | 2021* | Idre                  | Švédsko         | 11. - 13. února      |
| 18.    | 2021* | Almaty                | Kazachstán      | 8. - 11. března      |
| 18.    | 2021* | Aspen                 | USA             | 10. - 16. března     |
| 19.    | 2023* | Bakuriani             | Gruzie          | 25. ledna - 5. února |
| 20.    | 2025* | Krasnojarsk           | Rusko           |                      |

* Společné šampionáty s mistrovstvím světa ve snowboardingu.